# جزبل لک‌قرمز
جزبل لک‌قرمز (نام علمی: Delias descombesi) گونه‌ای پروانه است که در تیره کاهی‌بالان و سرده هاشوربالان قرار دارد.

## ظاهر
- پهنای بال: ۸۳ تا ۹۰ میلی‌متر
- رنگ: زرد و سفید
- جثه: میانه

## زیستگاه
- پاکستان
- هند